# VG-lista
VG-lista je norská hitparáda. Vychází pravidelně každý týden v novinách Verdens Gang (VG) a v programu Topp 20 veřejnoprávní rozhlasové stanice Norsk rikskringkasting. Je považována za hlavní norskou hitparádu mapující alba a singly ze zemí celého světa. Data jsou shromažďována informačním systémem Nielsen SoundScan na základě prodejnosti asi ve stovce prodejních míst Norska. Hitparáda singlů začala jako Top 10 ve 42. týdnu roku 1958 a byla rozšířena na Top 20 v 5. týdnu 1995. Hitparáda alb vznikla jako Top 20 v 1. týdnu 1958 a k rozšíření na Top 40 došlo 1. týden 1967.